# Čeněk Pražák
Čeněk Pražák (20. února 1914 Praha – 18. října 1996 Dittingen, kanton Basilej-venkov, Švýcarsko) byl sochař, architekt, grafik, malíř, ilustrátor, typograf a fotograf, v letech 1961–1964 člen skupiny Máj 57. Od roku 1969 žil v exilu ve Švýcarsku.

## Život
Narodil se na Letné v Praze v rodině podnikatele. V mládí maloval a učil se hře na housle. Od roku 1930 soukromě studoval malbu, nejprve u secesního malíře Karla Peterky, přítele Luďka Marolda. Stal se členem oddílu vodních skautů, kde se mj. spřátelil s princem M. Lobkowiczem. Roku 1934 pobýval v Paříži a v letech 1936–1939 absolvoval službu v armádě. Roku 1942 se seznámil s malířem Ladislavem Bradáčem (1885–1949), u kterého soukromě studoval malířství do roku 1949. Bradáč byl přítelem Bohumila Kubišty a měl velkou sbírku předválečného moderního umění. Pražák se zároveň vzdělával v historii světového mimoevropského a francouzského umění. Z manželství s Boženou Vlkovou se roku 1944 narodil syn Pavel.
Od roku 1942 působil jako ilustrátor a designér obálek knih nebo desek pro několik nakladatelů (Čin, Máj, Orbis, Fr. Borový, Klapka, Svoboda, Artia, Mladá Fronta, Supraphon). Spolu s Bradáčem a Jaroslavem Hoškem připravoval monografii Otakara Marvánka pro nakl. Čin. Roku 1947 se seznámil s Annou Mikotovou. Po komunistickém převratu ztratil možnost živit se jako ilustrátor, protože soukromá nakladatelství zanikla. Nejprve se uchýlil k Vladimíru Neffovi na Slapy a rok 1950 spolu s Annou strávil jako lesní dělník v Chouzavé.
Ze švýcarského časopisu Graphis s pětiletým zpožděním zjistil, že jeho obálka ke Skořepově básnické sbírce Orfeus získala roku 1946 cenu na výstavě „The Art of the Book Jacket“ ve Victoria and Albert Museum v Londýně. Spřátelil se s Františkem Tichým, kterého komunisté vyhodili z profesorského místa na VŠUP. Rozvedl se se svou první ženou. Spolu s Annou pracoval v továrně jako dekoratér panenek a roku 1953 se s ní oženil. Roku 1955 přišel Pražák o členství v SČSVU, ale směl i nadále pracovat pro nakladatelství Práce. František Tichý mu zprostředkoval ilustrace pro nakladatelství Odeon a přenechal mu zakázku na výzdobu Betlémské kaple (1954). Roku 1958 připravoval Pražák s Tichým společné návrhy pro Expo 58, které se nerealizovaly.
V 60. letech se systematicky věnoval též malířské tvorbě. Roku 1960 se stal členem výtvarné skupiny Máj 57 a vystavoval s ní roku 1961 v Poděbradech a 1964 v Nové síni. Roku 1961 od něj Ministerstvo kultury koupilo obraz Modrá katedrála. Na výstavě Jaro '62 v Mánesu vzbudil pohoršení jeho obraz „Údiv nad vesmírem“, ale nakonec byl pouze přemístěn a nemusel být svěšen. Roku 1964 měl první samostatnou výstavu v Galerii na Karlově náměstí a byl znovu přijat do SČSVU. Získal třetí cenu nakladatelství Mladá fronta a roku 1966 bronzovou medaili na knižním veletrhu v Lipsku za ilustrace k Čapkově knize Válka s Mloky. Roku 1965 mohl poprvé vycestovat do zahraničí a navštívil Mnichov. Spřátelil se s Jiřím a Bělou Kolářovými a díky jejich intervenci mohl cestovat na Bienále v Benátkách. Byl zastoupen na Jarní výstavě v Mánesu (1966) a organizoval 1. pražský Salon.
Roku 1967 byl zastoupen na výstavě Bloku tvůrčích skupin (1967) a na výstavě v Sopotech. Spolu s rakouským spolkem März zorganizoval výstavu skupiny Máj v Linci. Následujícího roku se na výstavě spolku März v Galerii bratří Čapků seznámil se sochařem Alfredem Gruberem a jeho ženou Jacqueline, kteří mu pak roku 1969 po emigraci do Švýcarska nabídli asyl ve svém domě.
Roku 1968 byl zastoupen na výstavě 300 malířů, sochařů a grafiků 5 generací k 50 létům republiky. a vystavoval na skupinových výstavách v zahraničí (Kiel, Frankfurt nad Mohanem, Basilej). Získal stipendia Adalberta Stiftera a společnosti Inter Nationes v Německé spolkové republice. Po okupaci Československa v srpnu 1968, kterou zažil osobně poblíž Prahy, se rozhodl odejít do zahraničí.
Roku 1969 ještě zorganizoval výstavu „Artisi contemporanei di Praga“ v Museo Civico v Bologni, která měla reprízu v Galerii Riehentor v Basileji. Organizaci 2. pražského salonu za něj převzal Jiří Kolář. V září pak emigroval s manželkou přes Rakousko do Švýcarska, kde měl již roku 1970 první autorskou výstavu. Jeho přátelům se podařilo propašovat přes hranice Pražákovy housle. Roku 1974 se stal členem a od roku 1978 koncertním mistrem komorního orchestru v Laufental-Thierstein. Byl členem galerií Riehentor v Basileji a Ernst Scheidegger v Curychu a roku 1983 byl zvolen do předsednictva Švýcarské společnosti věd a umění. Jeho žena Anna Pražáková zemřela roku 1985. Roku 1989 získal švýcarské občanství.
V letech 1985–1992 se u Pražáka soukromě učila výtvarnice Nicole Ackermann Pearce a společně podnikli několik studijních cest po Evropě. Roku 1991 zorganizoval Europäischer Kulturklub Pražákovu autorskou výstavu v Pálffyho paláci v Praze. Až do své smrti roku 1996 žil v exilu ve Švýcarsku v obci Dittingen.

## Dílo
V 60. letech vytvořil množství filmových plakátů. Ilustroval řadu básnických sbírek (S. K. Neumann), knihu Františka Langera „Děti a dýka“, v 60. letech knihy Rexe Stouta (1967). Ve Švýcarsku ilustroval Kafkův Proces (1970).
Ve své malířské tvorbě vycházel z figurace a navazoval na expresivní a kubistické tendence z počátku 20. století. V 60. letech dospěl k zjednodušení figury až na výtvarný znak a k nezobrazujícím abstraktním kompozicím složeným z geometrických prvků formou obrazové koláže. Využíval i techniku frotáže a plastické zpracování malířského materiálu.
Pro jeho konstruktivistickou abstraktní tvorbu v exilu je typická forma souběžných organických linií v kontrastní barevnosti, které se jako dynamický prvek dobře uplatňují v řadě realizací v architektuře. Designérská práce ovlivnila i jeho volnou malířskou tvorbu, ve které se vrátil k figuraci. Ta byla silně ovlivněna pop-artem. Charakteristické je sjednocení prostoru formou repetitivních barevných paralelních linií, které plasticky vykreslují figury. Kompozice zobrazují konkrétní lidské situace (Figurativní projekce, 1973). Vyznění obrazu je zároveň lyrické i dramatické.

### Zastoupení ve sbírkách
- Národní galerie v Praze
- Moravská galerie v Brně
- Galerie středočeského kraje (GASK), Kutná Hora
- Galerie Benedikta Rejta, Louny
- Galerie hlavního města Prahy
- Muzeum umění Olomouc
- Galerie moderního umění, Roudnice nad Labem[7]
- Galerie moderního umění, Hradec Králové
- Galerie výtvarného umění v Chebu
- Galerie výtvarného umění v Ostravě
- Severočeská galerie výtvarného umění v Litoměřicích
- Východočeská galerie v Pardubicích
- Kunstmuseum Basel
- Národní muzeum, Praha
- Neue Galerie der Stadt Linz
- Muzeum Szeczyn
- Regionální muzeum v Teplicích

### Realizace (výběr)
- 1966 keramická stěna, Moravská Ostrava (s Dydkem a Podhrázským)
- 1971 Personalhaus, Bezirksspital Laufen, Švýcarsko
- 1975 AG für Keramische Industrie, Laufen, Švýcarsko
- 1978 IMOLA AG, Laufen, Švýcarsko
- 1979 Kantonalbank Bern, filiálka Laufen, Švýcarsko
- 1985 PTT-Gebäude, výtahová věž garáže PostBusLaufen, Švýcarsko[8]
- 1986 Primarschulhaus, Zwingen, Švýcarsko
- Römisch-katolische Kirche, Wahlen bei Laufen, Švýcarsko

### Kurátor a autor textu
- Grafiky a plastiky skupiny MAERZ, Galerie bratří Čapků, Praha 1968
- Artisti contemporanei di Praga, Commune di Bologna 1969
- 2. pražský salón, 1969

### Katalogy
- Čeněk Pražák: Obrazy, text Miloslav Chlupáč, Galerie na Karlově náměstí, Praha 1964
- Čeněk Pražák, text Josef Císařovský, Galerie Nová síň, Praha 1968
- Pražák: Prag, Galerie Riehentor, Basilej 1970
- Čeněk Pražák: Bilder und Zeichnungen, P & P Galerie Zug 1973
- Čeněk Pražák, text John Matheson, kat. 16 s., 1981